# Деревья (песня)
«Деревья» — песня, записанная российской поп-группой «Винтаж» для их третьего студийного альбома «Анечка» (2011). Написанная Алексеем Романоф и Александром Сахаровым, песня была впервые проиграна 21 августа на ведущих радиостанциях (только в течение одного дня) в честь пятилетия группы и дня рождения Анны Плетнёвой. Также было заявлено, что композиция станет главным синглом с будущего альбома. Изначально песня должна была стать третьим синглом, но позже предполагалась её замена песней «Стерео», вследствие запрета видеоклипа на композицию. Однако после выпуска клипа, 10 октября 2011 года состоялся общий релиз сингла на радио.
Песня получила положительные и смешанные отзывы от музыкальных критиков. Её описывали, как одну из самых необычных и проникновенных песен группы, отмечая влияние ориентализма в аранжировке и произведений группы Enigma в мелодике. Другие критики писали, что песню сложно назвать полноценным хитом, но, тем не менее, «коллективу просто в очередной раз удалось создать хороший коммерческий сингл». «Деревья» дебютировали на 9 строчке российского чарта продаж цифровых треков, по информации компании 2М и Lenta.ru. В радиочартах Tophit композиция достигла Топ-20 в СНГ, России и Украине. В ноябре 2011 года композиция возглавила «Сводный чарт» портала «Красная звезда».
28 сентября клип к песне вышел в интернете, на канале Ello. Навеянное сюжетами Дэна Брауна, религиозными мотивами и образами индуистской культуры, видео было положительно оценено на сайтах Apelzin.ru, Weburg.net и в журнале «Афиша», а также сравнено с видеоработами Мадонны, Кайли Миноуг и Бритни Спирс. В Km.ru видео внесли в свой редакционный список «Топ-5 запрещённых клипов». Алексей Мажаев внёс композицию в список «20 поп-клипов года», составленный для сайта «Звуки.ру».
«Винтаж» внесли композицию в сет-лист своего третьего концертного тура «История плохой девочки» и впервые исполнили «Деревья» во время московского концерта в «Крокус Сити Холле». Постановка к песне была названа критиками одним из лучших моментов шоу, которые отмечали в ней отсылки к эстетике сюрреализма и творчеству Сальвадору Дали. Также композиция исполнялась в ходе телепередачи «Красная звезда» и на концерте «Big Love Show 2012», 14 февраля 2012 года, в московском СК «Олимпийский».

## Предыстория и релиз
Я очень благодарна всем радиостанциям, которые в этот день, 21 августа, сделали нам самый большой подарок и поставили в эфир нашу новую песню «Деревья». Спасибо всем поклонникам, которые в этот день дозванивались на радио в столы заказов, писали сообщения и поздравления в Интернете. Для меня это был настоящий сюрприз, потому что я два месяца провела в Европе и, вернувшись в Москву, не ожидала такого проявления чувств и симпатии.
Написанная Алексеем Романоф и Александром Сахаровым, песня была записана для третьего студийного альбома группы «Винтаж». 21 августа 2011 года состоялась премьера песни на радиостанциях, приуроченная к пятилетию коллектива. «Эта песня станет первым синглом нового, третьего, альбома коллектива с очень простым и трогательным названием „Анечка“», — уточняла пресс-атташе группы Анжела Авдиенко.
Изначально песня должна была стать третьим синглом, но позже предполагалась её замена песней «Стерео», после того, как видеоклип к композиции подвергся цензуре и был назван «провокационной работой, нарушающей моральные устои общества», а группу обвинили в пособничестве экстремистским сектам. 26 августа было сообщено о том, что из-за запрета видеоклипа, песня была снята из ротации на радио. В пресс-службе группы сообщили, что «с ротации песню „Деревья“ пришлось снять, потому что без клипа она воспринимается по-другому». 14 сентября, Алексей Романоф прокомментировал ситуацию, сказав, что «„Деревья“ откладываются, по не зависящим от нас причинам. Думаю, если все сложится хорошо, то это будет февраль 2012». Также он добавил, что новым синглом должна стать песня «Стерео». Однако, после релиза видеоклипа, композиция была выпущена в ротацию 10 октября 2011 года, через систему Tophit.

## Музыка и текст песни
«Деревья» — это поп-композиция с большим влиянием этнической музыки в аранжировке. Участники коллектива назвали звучание песни эклектичным, так как она является своеобразным оглавлением всего альбома. В песне используются классические и этнические инструменты, а в конце звучит орган. Яков Золотов в Dreamiech.ru писал, что композиция «демонстрирует слушателю новое звучание с этническими мотивами». Композитор Андрей Финист отмечал, что песня имеет необычную структуру, поскольку Алексей Романоф умеет создавать песни не по стандартной схеме «куплет-припев». В данной композиции музыкант отмечал несколько вполне самостоятельных частей, мелодии которых плавно перетекают одна в другую.
По поводу значения песни, Алексей Романоф говорил, что: «У Арсения Тарковского есть великолепные строки: „И собеседник, и ровесник деревьев полувековых, ищи себя не в ранних песнях, а в росте и упорстве их“.  Эта песня — результат нашей долгой работы, нашего опыта и наших стремлений». В интервью «Трибуне Общественной Палаты» музыкант уточнял, что композиция имеет социальную тематику. Отмечая, что западные артисты, такие как Pet Shop Boys и Мадонна, часто используют более сложные темы для поп-музыки, Алексей говорил, что группа «очень сильно смотрит в их сторону». Назвав «Деревья» (наряду с песней «Одиночество любви») социальной, он говорил, что в ней поднимаются вопросы религии и одиночества в социуме.
В плане текста, Яков Золотов писал, что «Деревья», со строчками «Когда деревья были большими?», описывает на языке метафор проблему потери смысла любви. Журналист уточнял, что только в детстве, когда «деревья были большими», люди могут видеть, что «любовь окрашена во все цвета радуги» и с возрастом теряют эту способность. Позже журналист отмечал, что в композиции, наравне с песней «Ave Maria», было заложено новое для группы звучание, которое он охарактеризовал, как «винтажный мистицизм» и которое группа продолжила в песне «Hare Krishna» из альбома Very Dance. Золотов описывал «винтажный мистицизм», как слияние психоделической поп-музыки и мистической тематики в тексте.

## Реакция критики
Песня была положительно оценена критиками, музыкальными журналистами и программными директорами радиостанций, достигнув 6-го место в «Экспертном чарте» портала «Красная звезда». На сайте Муз-ТВ «Деревья» описывали, как одну из самых необычных и проникновенных песен группы. Алексей Мажаев в Intermedia дал положительную оценку композиции, отмечая, что «за спорами о видеоклипе песня „Деревья“, как ни странно, прошла почти незамеченной, хотя группа в ней весьма удачно скрестила ориентальный колорит с „энигмообразной“ мелодией». Яков Золотов писал, что на песню была широкая реакция публики, при этом её диапазон был очень обширен — «от положительной до крайне негативной». «Даже если воздержаться от оценок, то становится очевидным: на пустом месте не было бы и разговоров. „Деревья“ зацепили публику. В этом плане и песня, и видеоклип уже добились поставленной цели», — уточнял журналист. На сайте «МирМэджи» песня описывалась негативно, при этом отмечался незапоминающийся мотив композиции. На сайте «Карты Музыки» песня получила, в целом, положительную оценку. В рецензии отмечалось, что по музыкальной структуре песня близка к произведениям Леди Гаги и, при этом, «выборка сделана настолько со вкусом, что это не портит впечатления от песни». Позитивно описывая текст песни («вполне соответствует современным запросам молодой аудитории»), в издании писали, что назвать «Деревья» полноценным хитом сложно, но, тем не менее, «коллективу просто в очередной раз удалось создать хороший коммерческий сингл».

## Коммерческий успех
«Деревья» дебютировали в сотне лучших синглов общего чарта Tophit на 70 месте и достигли 13 позиции 20 ноября 2011 года. Более успешно композиция выступила в чарте по заявкам на радио, достигнув 4 позиции. В российском радиочарте песня достигла тринадцатой позиции, а также вошла в топ-20 чартов Москвы и Санкт-Петербурга. В украинском радиочарте композиция достигла 21 места. В киевском — 36-го. Более успешной песня была в российском чарте продаж и стриминга цифровых треков, по версии компании 2М и Lenta.ru. «Деревья» дебютировали в рейтинге на девятой позиции 25 ноября 2011 года. Композиция продержалась на девятом месте шесть недель подряд.
Композиция также попала в несколько чартов портала «Красная звезда» (составляются только по русскоязычной музыке). В радиочарте (на основе информации Tophit) песня заняла 4 место, 13 ноября 2011 года. В чарте продаж (на основе информации российского издания журнала Billboard) «Деревья» дебютировали в ноябре 2011, на сорок четвёртом месте и, в январе 2012 года, достигли 13 места. В ноябре 2011 года композиция возглавила «Сводный чарт» портала. По итогам 2011 года песня попала на 149 место в общем радиочарте Tophit и на 67 место среди русскоязычных синглов.

## Видеоклип

### Съёмки и релиз
Съёмки видео проходили в середине августа в Киеве. Режиссёром выступил Сергей Ткаченко, а оператором — Алексей Хорошко. Сюжет клипа был навеян романами Дэна Брауна, в которых присутствует тема религии. В первый день съёмок были засняты сцены, где Анна Плетнёва с терновым венком на голове стояла на пирамиде из почти обнажённых людей, тела которых были расписаны молитвами на различных языках мира, а также сцену, где её волосы привязывали к специальным прозрачным нитям, которые должны были обозначить крону дерева.
Мы хотели снять притчу, в которой нет конкретного места и времени, но есть многовековая история человечества от язычества до христианства.
Во второй день съёмок была снята сцена танца на углях, во время которой солистка группы получила серьёзную трамву: «Съемка проходила в Киеве. Самостоятельно подняться по трапу самолета, на котором мы возвращались в Москву, я уже не могла, и меня несли на руках», — рассказала Анна. «В финале Аня будет венчать пирамиду из двухсот полуголых мужчин и женщин, тела которых расписаны молитвами на разных языках. Потом пирамида растворяется в пепел, в руке Ани оказывается росток, а потом она улетает в космос. Все сойдут с ума с этого клипа», — рассказал о клипе Алексей Романоф.
21 августа в интернете появился тизер клипа, на примере которого можно убедиться, что видео во многом похоже на клипы «All the Lovers» Кайли Миноуг и «Frozen» Мадонны. 22 сентября стало известно, что релиз клипа откладывается из-за того, что его подвергли цензуре. Как было заявлено, чиновники хотели запретить клип по причине того, что в тизере видео Анна Плетнёва «в терновом венке с одобрением наблюдает за актами совокупления» и это «травмирует сознание подрастающего поколения». В ответ солистка группы говорила: «Мы всего лишь хотели сказать, что главное на Земле — это любовь. Она пробуждает в наших душах все лучшее и не дает человечеству погубить себя. Но, к сожалению, нашлись люди, которые разглядели в этом пособничество тоталитарным сектам. Цензура всегда мыслит стереотипами. Уверяю вас, мы далеки от иллюминатов и всемирных заговоров».
В KM.ru видео внесли в свой список «Топ-5 запрещённых клипов», но отмечали, что история с запретом может быть всего лишь пиар-акцией. На портале выделили и то, что в работе воплощена «идея объединения всех религий в образе обнажённых людей, услаждающих друг друга на гигантской пирамиде». В итоге, релиз видео прошёл 28 сентября на канале Ello (YouTube). Через день, 29 сентября, стало известно, что клип выйдет на телевизионных каналах, но в отредактированной версии, откуда были удалены противоречивые сцены.

### Сюжет

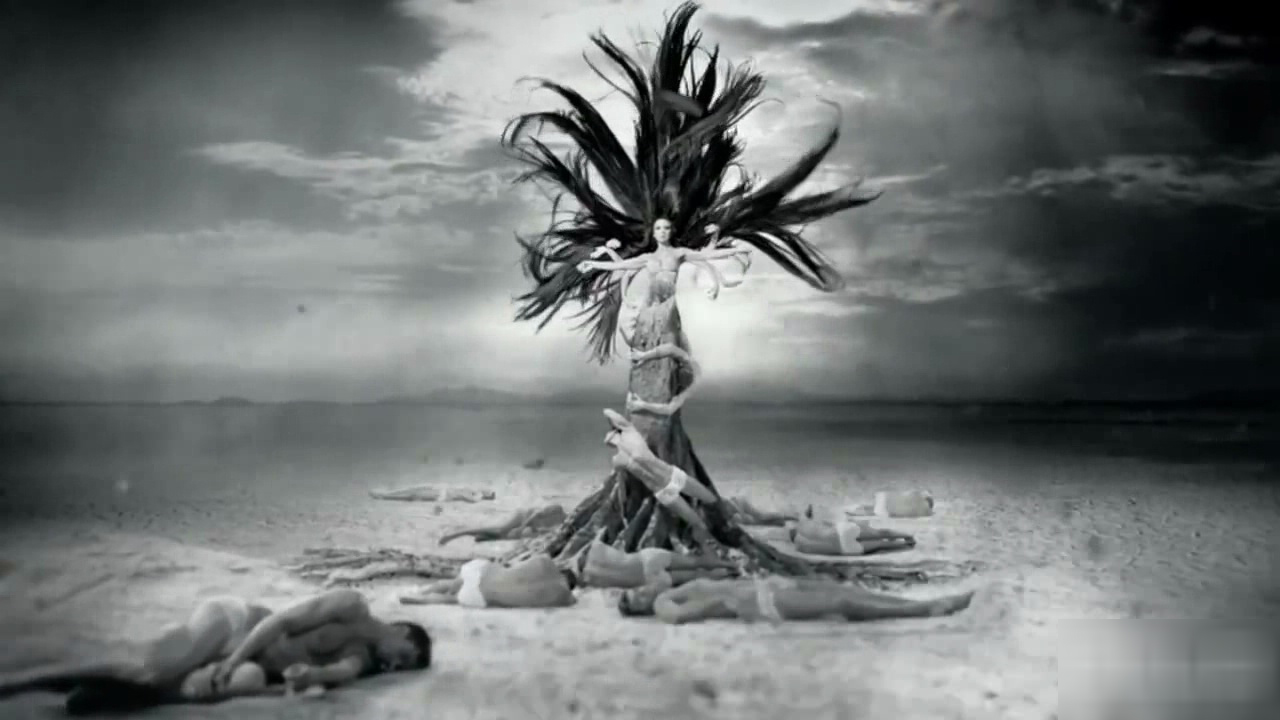
Кадр из клипа.

В «Деревьях» очень много образов и метафор, которые были поняты в совершенно искаженном виде. Нас всех раздирают страсти, противоречия и сомнения. В клипе я опускаюсь в ад и поднимаюсь на сияющую вершину пирамиды из людей, которые тянутся к свету. Потому что на вершине всегда царит любовь. Она пробуждает в наших душах все лучшее и не даёт человечеству погубить себя. Но, к сожалению, нашлись те, кто решил, что наше видео может нанести урон нравственности и морали. Уверяю вас, мы ничего не пытаемся пропагандировать и читать нравоучения. Но всегда будем искать новые способы донести до зрителей наши мысли и чувства.
 Видео начинается со сцен в пустыне, где на песке лежат люди, расписанные молитвами. Далее появляется Анна Плетнёва одетая в красное платье в роли роковой женщины, из рук которой сыплется песок. Когда начинает звучать первый куплет, идут кадры с пирамидой, построенной из людей. Певица начинает идти по пустыне, а люди поднимают головы вверх, смотря на небо.
После появляются сцены, где Плетнёва одета в экзотический восточный наряд с паранджой в драгоценных камнях, позади неё находится перевёрнутая пирамида, а вокруг расположены яркие губы на чёрном экране. Пирамида из людей начинает двигаться, а на её верхушке появляется свет, после чего идёт сцена, где Плетнёва предстаёт в образе дерева. Её ноги изображены, как ствол, а волосы — как крона. Во время припева люди на пирамиде начинают целовать друг друга и танцевать, а певица падает на колени, после чего картинка переносится под землю.

Одна из сцен клипа стала отсылкой к картине «Рождение Венеры», изображающей миф рождения богини Венеры.

При звучании второго куплета показаны кадры под корнями дерева. Плетнёва изображена в аду, привязанной руками к верёвкам. Здесь появляется Светлана Иванова, которая танцует в чёрном платье, а вокруг неё стоят мужчины, держащие на поводках собак. Далее снова идут кадры с перевёрнутой пирамидой и, после них, Анна появляется в образе беременной женщины, за спиной которой начинают отсчитываться назад годы. Эта сцена была отсылкой к картине Сандро Боттичелли «Рождение Венеры». Солистка коллектива прокомментировала данную сцену словами: «В клипе я символизирую женское начало всего сущего. Как известно, Венера олицетворяет собой любовь и милосердие, а её красота вела смертных на небеса». Также идут кадры танца на углях.
Далее певица снова идёт по пустыне мимо лежащих на песке людей и когда время отсчитывается до нулевой отметки, она появляется в терновом венце наверху пирамиды. В завершение клипа начинают происходить взрывы, с неба падает военная техника, в том числе вертолёты. Происходит самый мощный взрыв и пирамида окутывается дымом, после чего показан росток дерева вырастающий в пустыне.

### Обзоры

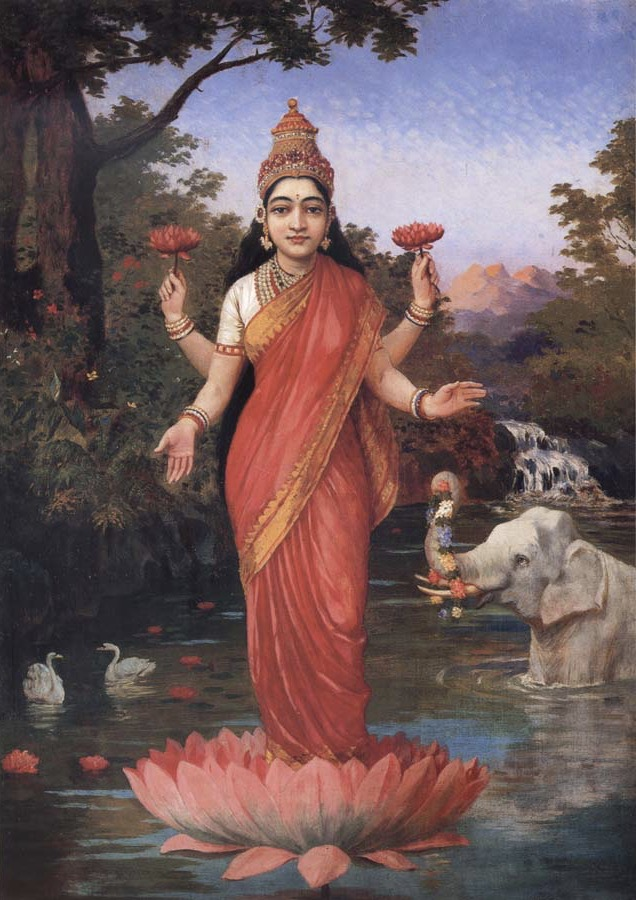
В видеоклипе было использовано несколько образов индуистской культуры;
На картинке: Лакшми, богиня красоты и удачи

На сайте Apelzin.ru положительно описали видео, отметив, что оно выполнено по западным образцам. При этом отмечались отсылки как к клипам Мадонны и Кайли Миноуг, так и к видео «Hold It Against Me» Бритни Спирс. Руслан Набилов отмечал, что в клипе видна концепция из видео «Frozen» Мадонны, а также есть намёк на костюм из «Nothing Really Matters». На сайте Weburg.net писали, что в клипе было задействовано большое количество компьютерной графики, при этом отмечали: «На моменте, когда, падая об землю, взрываются вертолеты, у нашей редакции взорвался мозг».
Юрий Латыпов в журнале «Афише» отмечал, что музыкальное видео получилось очень эклектичным и упомянул в этом аспекте фигуру Юрия Мамлеева. «Апокалиптическая эзотерика, леди-гага Плетнёва в белом венчике из роз, космические ландшафты, пирамиды из людей, индуистские совокупления — все ручки выкручены по максимуму», — писал критик, также прокомментировав запрет клипа к трансляции на телевидении и добавив: «А ведь суть их притчи проста и сводится к заветному заклинанию Веры Брежневой: „Любовь спасёт мир“». На сайте Муз-ТВ писали, что видео вышло одновременно эротическим, мистическим и эзотерическим и отмечали, что центральной фигурой клипа стала Анна Плетнёва, которая сменила более десяти костюмов, но центральным был образ «таинственной волшебницы, карающей грешников», особенно запоминающийся благодаря развевающемуся ярко-красному платью. «Монтажёры и специалисты по компьютерным эффектам, работавшие над клипом, славно потрудились: завораживающий видеоряд настолько необычен, что саму песню сначала можно не обратить внимания. Но стоит прислушаться: „Деревья“ — очень нежная и печальная композиция, достойная столь эффектного видео», — так оценили клип на сайте телеканала.
Клип попал в «Видеочарт» портала «Красная звезда», основанный на ротации видео в эфире телеканалов. Клип достиг третьей строчки в чарте. Видео было помещено на девятую строчку в списке «20 поп-клипов года», составленного Алексеем Мажаевым для «Звуков.ру». 27 марта 2012 года видеоклип был номинирован на премию Муз-ТВ 2012 в категории «Лучшее видео». На премии RU.TV 2012 видео получило награду в номинации «Лучший видеоклип». Видеоклип был номинирован на премию ZD Awards 2012 в категории «Видео года».

## Исполнение

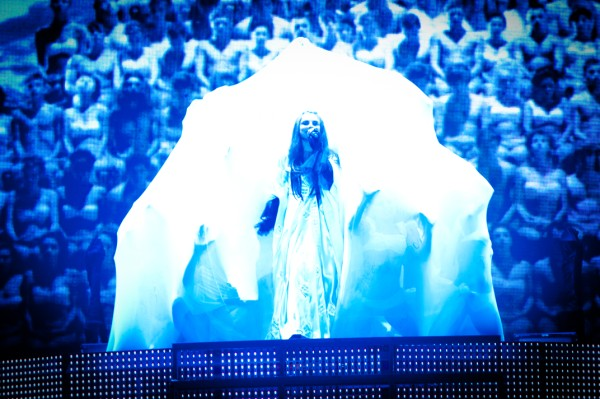
Во время исполнения песни на концерте в Москве Анна Плетнёва появилась из белого кокона.

В первый раз композиция была исполнена 15 октября 2011 в московском «Крокус Сити Холле», в рамках концертного тура «История плохой девочки». Перед исполнением песни была исполнена танцевальная интерлюдия, в ходе которой на сцене появился светящийся изнутри белый кокон, который распирало множество рук. При первых строчках песни из кокона появилась Анна Плетнёва в белом балахоне со шлейфом, которую сопровождали два танцора. После из конструкции выскочили ещё несколько танцоров, одетые как в видеоклипе и солистка группы прошла по их ладоням, как-будто паря над сценой. В конце номера вокалистка сбросила с себя белый плащ, представ в чёрном наряде. Выступление было позитивно встречено критикой, хотя на сайте «Карты Музыки» и отмечалось, что «плохой звук и сильное голосовое волнение солистки Анны Плетневой сильно испортили впечатление от открытия шоу». Денис Ступников в Km.ru писал, что данным выступлением группа продемонстрировала свою приверженность сюрреализму. По его мнению, использование «кокона» стало отсылкой к Сальвадору Дали. «По мнению Сальвадора Дали, этот образ символизирует запретные желания и тщательно скрываемые искушения современного человека. В определенный момент кокон прорвался — и на сцену из него высыпались многочисленные танцоры-голопузики. Сама же Анна Плетнёва на глазах у зритетелей превращалась из белоснежной ангелицы в затянутую в чёрное фурию», — отмечал журналист. Татьяна Сарбаева в Shalomnews.ru отмечала яркие образы и качественную хореографию в постановке: «чего только стоил образ „кокона“, из которого „вылупилась“ Аня Плетнёва в начале концерта, постепенно превращаясь из белого мотылька в чёрную гусеницу».
Группа исполнила песню в ходе телепередачи «Красная звезда», которая вышла в эфире Первого канала 18 декабря 2011 года. «Винтаж» также исполнили композицию в ходе концерта «Big Love Show 2012» в московском СК «Олимпийский», 14 февраля 2012 года. Первоначально группа представила номер к «Деревьям», после чего к ним присоединился DJ Smash и был исполнен совместный сет под новый сингл «Москва».

## Список композиций
- Цифровой сингл[2][47]

| №  | Название  | Автор(ы)                           | Длительность |
| -- | --------- | ---------------------------------- | ------------ |
| 1. | «Деревья» | Александр Сахаров, Алексей Романоф | 3:49         |

- Промосингл для радио[48]

| №  | Название                     | Автор(ы)                           | Аранжировка                                                 | Длительность |
| -- | ---------------------------- | ---------------------------------- | ----------------------------------------------------------- | ------------ |
| 1. | «Деревья»                    | Александр Сахаров, Алексей Романоф |                                                             | 3:50         |
| 2. | «Деревья» (Ural DJs Remix)   | Александр Сахаров, Алексей Романоф |                                                             | 5:02         |
| 3. | «Деревья» (Kapler Radio Mix) | Александр Сахаров, Алексей Романоф | Daniel Kapler — аранжировка, саунд-продюсирование, сведение | 4:01         |

## Участники записи
В создании и записи композиции приняли участие следующие музыканты:
- Алексей Романоф — музыка, текст, аранжировка, саунд-продюсирование, бэк-вокал
- Александр Сахаров — текст, аранжировка, сведение, мастеринг, саунд-продюсирование
- Анна Плетнёва — саунд-продюсирование, вокал

## Чарты
| Страна/территория (Чарт)             | Высшая Позиция |
| ------------------------------------ | -------------- |
| (Tophit Российский Топ-100)          | 13             |
| (Tophit Московский Топ-100)          | 19             |
| (Tophit Санкт-Петербургский Топ-100) | 18             |
| (2М Топ 10. Цифровые треки)          | 9              |
| (Красная звезда. Сводный чарт)       | 1              |
| (Красная звезда. Радиочарт)          | 4              |
| (Красная звезда. Чарт продаж)        | 13             |
| (Tophit Топ-100 по заявкам)          | 4              |
| (Tophit Общий Топ-100)               | 13             |
| (Tophit Украинский Топ-100)          | 21             |
| (Tophit Киевский Топ-100)            | 36             |

| Страна/территория (Чарт, 2011)               | Высшая Позиция |
| -------------------------------------------- | -------------- |
| (Tophit Общий Топ-100)                       | 149            |
| (Tophit Общий Топ-100. Русскоязычные синглы) | 67             |
| (Tophit Топ-100 по заявкам)                  | 88             |

## Награды и номинации
| Год  | Награда       | Номинированная работа | Категория        | Результат |
| ---- | ------------- | --------------------- | ---------------- | --------- |
| 2012 | Премия Муз-ТВ | «Деревья»             | Лучшее видео     | Номинация |
| 2012 | Премия RU.TV  | «Деревья»             | Лучший видеоклип | Победа    |
| 2012 | ZD Awards     | «Деревья»             | Видео года       | Номинация |

### Рейтинги и списки
| Издание            | Страна | Рейтинг/Список                       | Год  | Источник |
| ------------------ | ------ | ------------------------------------ | ---- | -------- |
| KM.RU              | Россия | «Топ-5 запрещённых клипов» (5 место) | 2011 | [ 15 ]   |
| телеканал "МУЗ-ТВ" | Россия | 50 лучших клипов года                | 2011 | [ 16 ]   |